# Paul Homeyer

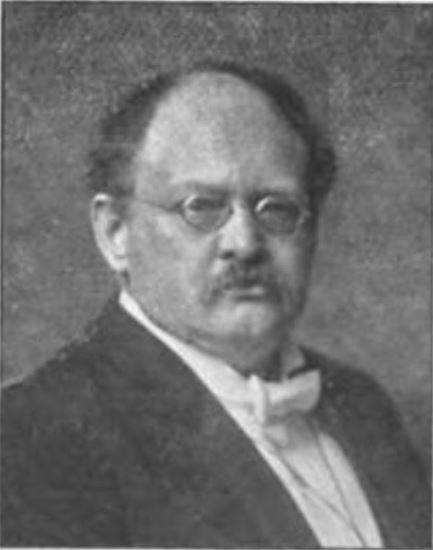
Paul Homeyer, Fotoporträt

Paul Joseph Maria Homeyer (* 26. Oktober 1853 in Osterode am Harz; † 27. Juli 1908 in Leipzig) war ein deutscher Organist am Leipziger Gewandhaus.

## Leben und Wirken
Schon früh nahm Homeyer Musikunterricht bei seinem Vater, dem Organisten Heinrich Homeyer, und seinem Großvater Johann Joseph Adam Homeyer, Organist an St. Cyriakus in Duderstadt. Nach dem Besuch des Gymnasiums in Hildesheim studierte er in Göttingen und am Leipziger Konservatorium. Seine Lehrer waren dort Robert Papperitz und Salomon Jadassohn.
Im Jahre 1881 nahm er seine Tätigkeit im Riedelverein in Leipzig als Organist auf. Auch für den Bachverein spielte er als Organist. Am Gewandhaus in Leipzig spielte er bei Konzerten seit 1884 an der Orgel und war ab 1885 Organist an der Synagoge. Als Lehrer für Orgel und Musiktheorie wirkte er ab 1885 am königlichen sächsischen Konservatorium im Fach der Musik.
In den folgenden Jahren führten ihn Reisen nach Italien, Österreich, den Orient und in verschiedene Städte in Deutschland, wo er Konzertvorstellungen gab. Franz Liszt war 1883 in Karlsruhe auf der Tonkünstlerversammlung von dem Können Homeyers sehr eingenommen. Homeyer konnte Werke nach der alten und neueren Orgelliteratur spielen.
Er gab Konzerte mit Orgelkompositionen der Werke von Johann Sebastian Bach, Robert Schumann und Felix Mendelssohn Bartholdy. Als Anerkennung für seine Arbeiten ernannte ihn König Georg von Sachsen im Jahre 1903 zum Professor.
Paul Homeyer starb am 27. Juli 1908 im Alter von 54 Jahren in Leipzig.

## Ehrungen
Einige zeitgenössische Komponisten widmeten Paul Homeyer Werke, darunter:
- Theophil Forchhammer: Fantasie und Choral, op. 12 („Herrn Paul Homeyer gewidmet“)[1]
- Camillo Schumann: 2 Choralfantasien, op. 8 („Herrn Gewandhausorganist Paul Homeyer in dankbarer Verehrung gewidmet“)[2]
- Max Reger: Die Stücke 1–6 der 12 Orgelstücke, op. 65[3]

Der langjährige Thomasorganist Ullrich Böhme widmete Paul Homeyer seine Einspielung des Fest-Hymnus C-Dur, op. 20 von Carl Piutti auf der 2017 erschienenen CD Ullrich Böhme – Die Orgeln der Thomaskirche zu Leipzig.

## Editionen
- Bach, Johann Sebastian: Orgelwerke. Mit Bezeichnung der Registrierung, des Tempo [!] und der Pedalapplikatur. 3 Bände. Steingräber (VNr. 590), Leipzig [ca. 1900]
- Mendelssohn Bartholdy, Felix: Sämtliche Orgelwerke. Mit Bezeichnung der Registrierung, des Tempos, des Fingersatzes und der Pedalapplikatur. Steingräber, Leipzig [ca. 1890]